# زبان بینتانا
بینتاونا یک زبان فیلیپینی است که در سولاوسی شمالی و اندونزی تکلم می شود.
1. ↑  بینتاونا at اتنولوگ (18th ed., 2015)
2. ↑  Nordhoff, Sebastian; Hammarström, Harald; Forkel, Robert; Haspelmath, Martin, eds. (2013). "بینتاونا". Glottolog 2.2. Leipzig: Max Planck Institute for Evolutionary Anthropology. {{cite book}}: Invalid |display-editors=4 (help)